# Diócesis de Osorno
La Diócesis de Osorno es una porción del pueblo de Dios que peregrina en la parte norte de la Región de Los Lagos(Provincia de Osorno). Es sufragánea de la Arquidiócesis de Puerto Montt. Desde el 11 de noviembre del 2023 su Obispo es Mons. Carlos Godoy Labraña.

## Territorio y organización
La diócesis tiene 9236 km² y extiende su jurisdicción sobre los fieles católicos de rito latino residentes en parte de la región de Los Lagos, comprendiendo la provincia de Osorno.
La sede de la diócesis se encuentra en la ciudad de Osorno, en donde se halla la Catedral de San Mateo.
En 2021 en la diócesis existían 22 parroquias agrupadas en 4 decanatos: Centro (5 parroquias), Rahue (6 parroquias, más el santuario de Misión Rahue), Costa (6 parroquias) y Cordillera (5 parroquias).
Ciudad de Osorno
- San Mateo Apóstol, Catedral (1792), Osorno Centro
- Nuestra Señora del Carmen (1957), Osorno Centro
- Sagrado Corazón (1964), Osorno Centro
- María Reina de los Mártires (1990), Pobl. San Maximiliano Kolbe
- Santa Rosa de Lima (2001), Osorno Centro
- Nuestra Señora de Lourdes (1930), Rahue Bajo. (A cargo de religiosos del Verbo Divino).
- Jesús Obrero (1964), Rahue Alto
- El Buen Pastor (1972), Ovejería
- San José (1980), Francke y Pampa Alegre
- San Leopoldo Mandic (1986), Rahue Alto
- Espíritu Santo (2007), V Centenario y Pampa SChilling. (A cargo de religiosos del Verbo Divino).

Fuera de la ciudad de Osorno
- Sagrada Familia (1901), (Río Negro)
- San Joaquín y Santa Ana (1910), (Río Negro)
- San Juan Bautista (1806), Misión de San Juan de la Costa
- Cristo Resucitado (1975), Misión de Cuinco (San Juan de la Costa)
- San Bernardino (1794), Misión de Quilacahuín (San Pablo)
- Nuestra Señora de la Candelaria (1836), (San Pablo). (A cargo de los Hermano Franciscanos).
- San Agustín (1904), Puerto Octay
- San Juan Nepomuceno (1909), Cancura (Osorno)
- San Sebastián (1944), Purranque. (A cargo religiosos de la Preciosa Sangre).
- Nuestra Señora de Fátima (1955), Entre Lagos (Puyehue). (A cargo de religiosos del Verbo Divino).
- San Pedro Apóstol (1970), Rupanco (Puerto Octay)

La iglesia y convento San Francisco en Osorno Centro, fue suprimida como parroquia en 2013.

## Historia
La diócesis fue erigida el 15 de noviembre de 1955 con la bula Christianorum qui in Diocesibus. del papa Pío XII, derivando el territorio de la diócesis de Valdivia y de la diócesis de Puerto Montt (hoy arquidiócesis). Su origen está en la petición del obispo de Valdivia, Arturo Mery Beckdorf, a la Santa Sede para la constitución de la nueva circunscripción para Osorno. Correspondió al nuncio apostólico Sebastiano Baggio hacer los estudios preparatorios y enviar a la Santa Sede los informes. La inauguración de la diócesis fue ejecutada por la lectura de la bula pontificia en la Catedral San Mateo de Osorno, a cargo del obispo de Valdivia, José Manuel Santos Ascarza, quien quedó en calidad de administrador apostólico hasta el nombramiento del primer obispo diocesano.
Originalmente sufragánea de la arquidiócesis de la Santísima Concepción, el 10 de mayo de 1963 pasó a formar parte de la nueva provincia eclesiástica de Puerto Montt.
Desde el 18 de octubre de 1956 hasta el 4 de enero de 1982, día de su fallecimiento, fue gobernado por Francisco Valdés Subercaseaux. Después asumió como vicario capitular Remo Pistrin Bertucci.
El 2 de enero de 1983 asumió como obispo diocesano Miguel Caviedes Medina, quien el 18 de marzo de 1994 fue trasladado a la diócesis de Los Ángeles quedando como administrador el presbítero Roberto Koll Buecken. El 27 de octubre de ese año el papa Juan Pablo II nombró obispo de Osorno, a Alejandro Goic Karmelic, quien tomó posesión de la diócesis el 25 de noviembre (Goic fue nombrado obispo coadjutor de la diócesis de Rancagua el 10 de julio de 2003).
El 19 de agosto de ese año el Colegio de los Consultores eligió al presbítero Francisco Javier Triviño Andrade como administrador diocesano, quien ejerció el cargo hasta que el 8 de mayo de 2004 el papa Juan Pablo II nombró a René Osvaldo Rebolledo Salinas, quien tomó posesión el 19 de junio.
El 15 de enero de 2015, el papa Francisco designó obispo de la diócesis de Osorno a Juan Barros Madrid, quien tomó posesión de ella el 21 de marzo del mismo año en medio de protestas por la relación de este con Fernando Karadima. El escándalo en torno a los abusos sexuales de sacerdotes llevó en 2018 a la renuncia de todos los obispos chilenos, y la de Barros estuvo entre las aceptadas por el papa. 
El 17 de junio del mismo año, Francisco nombró al obispo Jorge Concha administrador apostólico de la diócesis de Osorno. El 5 de febrero del 2020 la nunciatura apostólica en Chile anunció que el papa Francisco había confirmado como obispo titular de la diócesis al hasta ese momento administrador apostólico Jorge Concha Cayuqueo. Tomando posesión de la catedral el 8 de marzo de 2020.
El 4 de marzo de 2023 el papa Francisco nombró a Jorge Concha como obispo de Temuco, quedando así la sede vacante. El domingo 30 de abril de 2023, el colegio de consultores eligió como administrador diocesano al presbíter Cristian Cárdenas. 
El 8 de septiembre de 2023 la Santa Sede comunicó que el papa Francisco nombró obispo a Carlos Godoy Labraña, hasta entonces obispo auxiliar de Santiago. El cual tomó posesión de la cátedra el día sábado 11 de noviembre del 2023.

## Estadísticas
Según el Anuario Pontificio 2022 la diócesis tenía a fines de 2021 un total de 136.100 fieles bautizados.

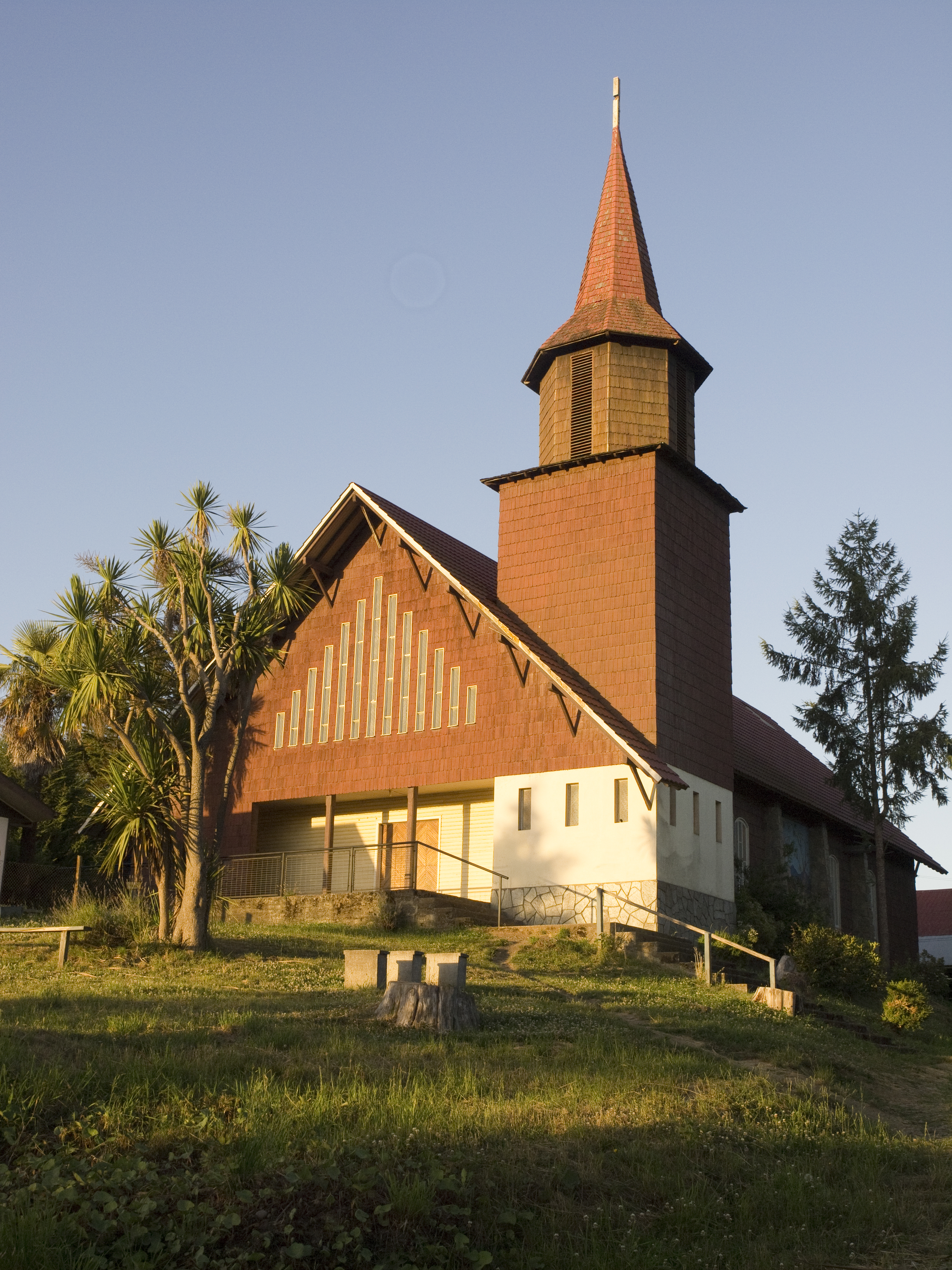
Parroquia San Bernardino sector de Quilacahuin comuna de San Pablo.

| Año                                                                             | Población            | Población | Población      | Sacerdotes | Sacerdotes    | Sacerdotes    | Bautizados por sacerdote | Diáconos permanentes | Religiosos | Religiosos | Parroquias |
| Año                                                                             | Bautizados católicos | Total     | % de católicos | Total      | Clero secular | Clero regular | Bautizados por sacerdote | Diáconos permanentes | Varones    | Mujeres    | Parroquias |
| ------------------------------------------------------------------------------- | -------------------- | --------- | -------------- | ---------- | ------------- | ------------- | ------------------------ | -------------------- | ---------- | ---------- | ---------- |
| 1965                                                                            | 144 600              | 149 985   | 96.4           | 36         | 6             | 30            | 4016                     |                      | 12         | 48         | 15         |
| 1970                                                                            | 115 358              | 158 192   | 72.9           | 46         | 9             | 37            | 2507                     |                      | 39         | 47         | 15         |
| 1976                                                                            | 160 000              | 196 000   | 81.6           | 35         | 10            | 25            | 4571                     |                      | 33         | 56         | 19         |
| 1980                                                                            | 170 700              | 221 000   | 77.2           | 39         | 12            | 27            | 4376                     |                      | 36         | 51         | 18         |
| 1990                                                                            | 218 000              | 231 000   | 94.4           | 41         | 13            | 28            | 5317                     |                      | 36         | 57         | 20         |
| 1999                                                                            | 265 000              | 283 000   | 93.6           | 47         | 25            | 22            | 5638                     | 5                    | 30         | 76         | 21         |
| 2000                                                                            | 269 000              | 287 000   | 93.7           | 42         | 21            | 21            | 6404                     | 5                    | 28         | 80         | 21         |
| 2001                                                                            | 160 232              | 222 082   | 72.1           | 41         | 22            | 19            | 3908                     | 5                    | 30         | 71         | 21         |
| 2002                                                                            | 160 232              | 222 082   | 72.1           | 42         | 18            | 24            | 3815                     | 7                    | 29         | 77         | 22         |
| 2003                                                                            | 113 159              | 211 509   | 53.5           | 41         | 19            | 22            | 2759                     | 7                    | 27         | 69         | 22         |
| 2004                                                                            | 113 159              | 221 509   | 51.1           | 41         | 18            | 23            | 2759                     | 7                    | 26         | 73         | 22         |
| 2013                                                                            | 125 000              | 241 000   | 51.9           | 43         | 21            | 22            | 2906                     | 23                   | 28         | 67         | 23         |
| 2016                                                                            | 128 636              | 248 076   | 51.9           | 36         | 15            | 21            | 3573                     | 23                   | 26         | 55         | 22         |
| 2019                                                                            | 132 490              | 255 515   | 51.9           | 33         | 17            | 16            | 4014                     | 22                   | 20         | 57         | 22         |
| 2021                                                                            | 136 100              | 262 640   | 51.8           | 32         | 19            | 13            | 4253                     | 21                   | 15         | 51         | 22         |
| Fuente: Catholic-Hierarchy, que a su vez toma los datos del Anuario Pontificio. |                      |           |                |            |               |               |                          |                      |            |            |            |

## Episcopologio
- Francisco Maximiano Valdés Subercaseaux, O.F.M.Cap. † (20 de junio de 1956-4 de enero de 1982 falleció)
- Miguel Caviedes Medina (8 de noviembre de 1982-19 de febrero de 1994 nombrado obispo de Los Ángeles)
- Alejandro Goić Karmelić (27 de octubre de 1994-10 de julio de 2003 nombrado obispo coadjutor de Rancagua)
- René Osvaldo Rebolledo Salinas (8 de mayo de 2004-14 de diciembre de 2013 nombrado arzobispo de La Serena)[nota 1]
- Juan de la Cruz Barros Madrid (10 de enero de 2015-11 de junio de 2018 renunció)
- Jorge Enrique Concha Cayuqueo, O.F.M. (5 de febrero de 2020-4 de marzo de 2023 nombrado obispo de Temuco)[nota 2]
- Carlos Godoy Labraña, desde el 8 de septiembre de 2023